# 颶風維吉爾
颶風維吉爾（英語：Hurricane Virgil）是1992年太平洋颶風季後期的一場颶風，於1992年10月吹襲墨西哥西南部。它在9月13日從一股離開非洲的東風波形成，慢慢發展成熱帶低氣壓。它很快便增強為熱帶風暴維吉爾，並在10月2日快速增强為颶風。颶風繼續增強，達到大型颶風標準，並在墨西哥離岸海域達到四級颶風的最高強度。在登陸前不久，它減弱為二級颶風，並在10月5日消散。儘管據報有一人失蹤，但損失相對較小。

## 氣象歷史
維吉爾起源於1992年9月13日一股離開非洲海岸的东风波，儘管系統的對流在9月20日於小安的列斯群岛附近有所增加，但在沒有太大發展的情況下開始向西橫越大西洋和加勒比海。然而，在東風波橫越加勒比海期間，其發展被一道上層低壓槽打亂和壓制。東風波在9月25日橫越巴拿馬，到達東太平洋時對流開始增加，然而起初其結構仍然混亂。該系統的結構後來有所改善，並在10月1日組織成熱帶低氣壓。此後不久，它獲升格為熱帶風暴並被命名為維吉爾（Virgil）。
系統成為熱帶風暴後，預報員預計該系統將靠近墨西哥海岸，亦指出系統可能登陸。10月2日，系統的結構有所改善，維吉爾在高海溫和低风切变環境下穩步增強。中午12時，維吉爾獲升格為颶風；風眼在一小時後形成。在增強期間，維吉爾向更偏北方移動。風暴持續增強，並在當晚達到大型颶風標準。此時，該系統預計將以四級颶風標準在墨西哥登陸。風暴的最大持续风速為每小時215公里，但不久之後風暴開始減弱。
到10月3日上午9時，風眼開始變得不甚清晰。基於此，風暴被降格為三級颶風。雖然風眼在衛星影像上不再可見，但風暴顯示出非常深層的對流，因此國家颶風中心最初將其強度維持在時速195公里。維吉爾的風眼繼續變得愈來愈模糊，並在10月4日凌晨3時於曼薩尼約和拉薩羅卡德納斯之間的米卻肯州登陸時被降格至二級標準。它在陸地上空迅速減弱，當它在10月5日凌晨0時後不久移入海洋時已減弱為熱帶低氣壓，且只剩下一個細小而微弱的低層環流。系統未能重新組織，並在當晚於下加利福尼亞半島東南方消散。

## 防災措施及影響
在颶風來臨之前，當局已發佈多個觀察預警和警告。10月2日下午，锡瓦塔内霍至科連特斯角（Cabo Corrientes）首次接獲颶風觀察預警。翌日，觀察預警升級為颶風警告。十五小時後，錫瓦塔內霍以東地區接獲熱帶風暴觀察預警。在接下來的幾天裏，警告逐步解除，到10月4日完全取消。國家颶風中心警告墨西哥山區可能發生泥石流、暴洪以及380毫米的降雨。
由於它吹襲的地區人煙稀少，據報只有輕微的破壞，且主要限於大雨引發的水災和泥石流。科利馬州有一人失蹤，格雷羅州有三人受傷。格雷羅州、米卻肯州及科利馬州的1,000多所房屋以及30平方公里的農田受破壞。巴爾薩斯河的洪水淹沒格雷羅州的500所房屋，逼使2,500人撤離。米卻肯州拉薩羅卡德納斯以北的一列客運列車在遇到被沖毀的路基時脫軌。風暴還導致電線斷裂。